# Joanna Lisowska

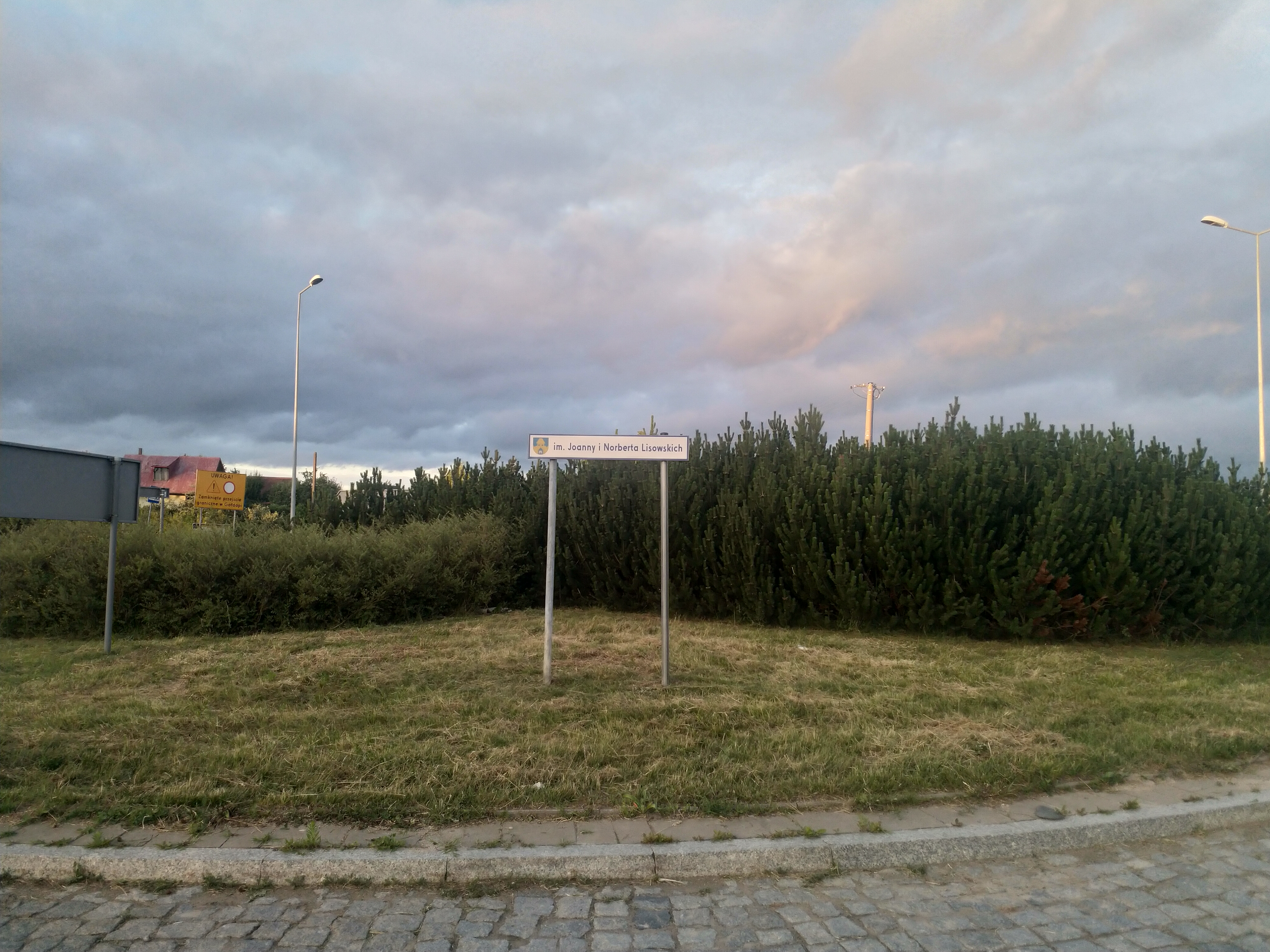
Rondo im. Joanny i Norberta Lisowskich w Ełku (2024)

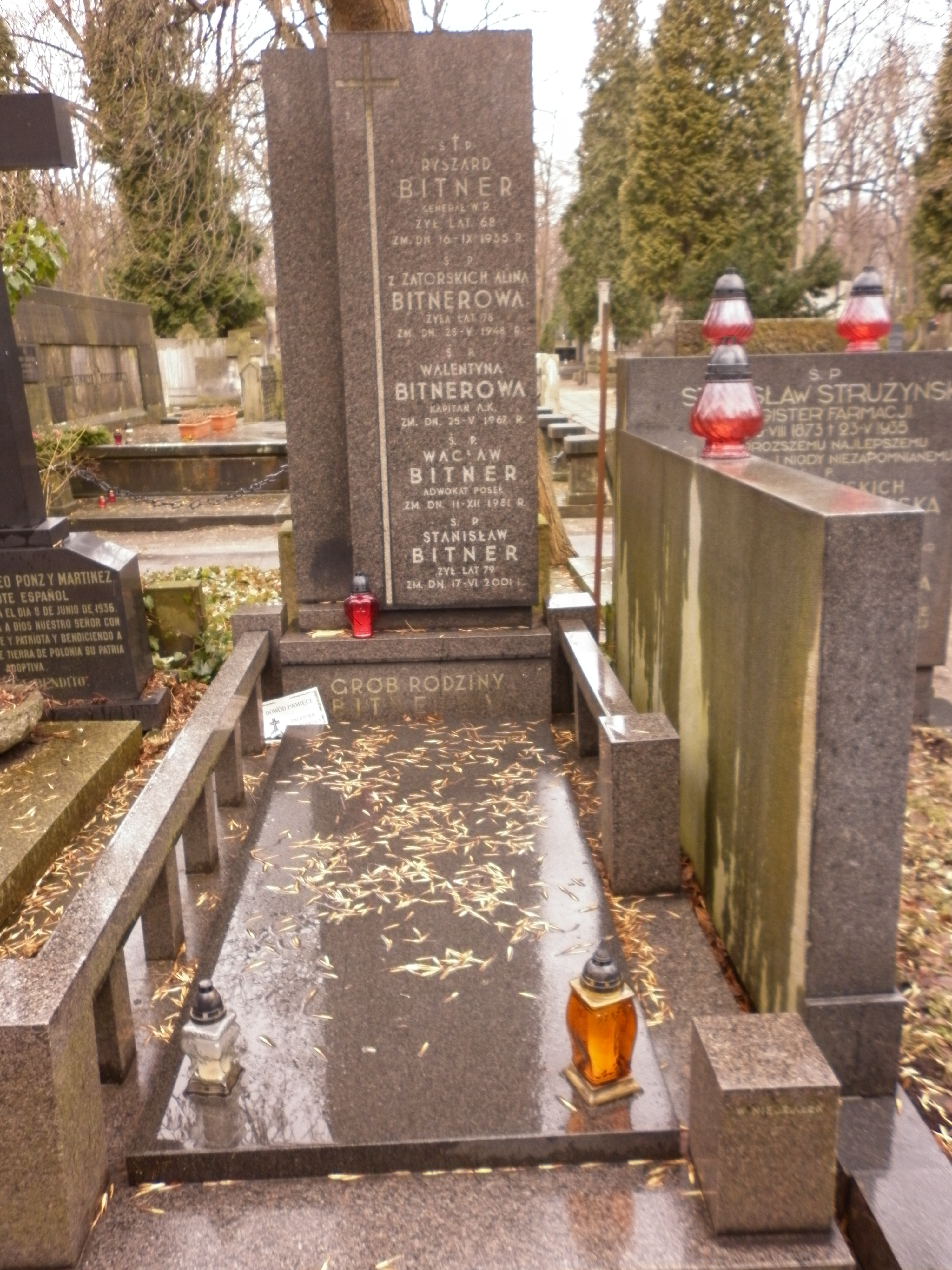
Grobowiec rodziny Bitnerów na cmentarzu Powązkowskim w Warszawie (2012)

Joanna Zofia Lisowska z domu Bitner (ur. 19 października 1928 w Warszawie, zm. 7 maja 2019 w Ełku) – polska lekarka pediatrka związana z Ełkiem, uczestniczka powstania warszawskiego.

## Życiorys

### Młodość i okres II wojny światowej
Córka Wacława Bitnera, adwokata i posła na Sejm II RP oraz Walentyny z domu Moksiewicz, lekarki i referentki służby sanitarnej w Szefostwie WSK Komendy Głównej Armii Krajowej w Warszawie. Wnuczka generała Ryszarda Bitnera. Miała braci: Stanisława (1922–2001), brydżystę oraz Krzysztofa (1927–2005), biologa.
Joanna Bitner na początku wojny mieszkała w Warszawie przy ul. Kopernika 14 m. 2. Ukończyła na tajnych kompletach szkołę podstawową im. Zofii Wołowskiej oraz gimnazjum im. Cecylii Plater-Zyberkówny. Wraz z koleżankami (m.in. Zofią Bodytko) należała do drużyny sanitarnej zorganizowanej przez jej matkę. Uczestniczyła w kursach sanitarnych prowadzonych przez Zofię Bratkowską. Brała udział w powstaniu warszawskim jako sanitariuszka (pseudonimy „Wanda”, „Joanna” oraz „Zosia”) w pułku „Baszta” w punkcie sanitarnym na rogu ulic Nowogrodzkiej i Pankiewicza. Kilka dni po wybuchu powstania została wzięta do niewoli i skierowana do obozu w Pruszkowie. Udało jej się wraz z dwiema koleżankami zbiec z drogi do obozu. Powróciła do Warszawy i dołączyła do powstania na Mokotowie. Skierowano ją do szpitala elżbietanek. Po jego spaleniu przydzielona wpierw do kuchni powstańczej, a następnie do szpitala przy ul. Puławskiej 140. Po upadku powstania na Mokotowie przez 14 godzin przedzierała się kanałami do Śródmieścia, wyszła jednak na ul. Dworkowej, gdzie dostała się w ręce Niemców. Po kapitulacji powstania została z grupą powstańców skierowana przez fort mokotowski do obozu w Pruszkowie, a stamtąd do obozu Dulag 142 w Skierniewicach. Została wraz z Zofią Bodytko zwolniona ze względu na wiek i stan zdrowia. Najpierw udała się do Częstochowy, gdzie mieszkała jej ciocia Hanna Przewłocka. Tam odnalazła też swoją matkę. Po przejściu frontu wróciła do Warszawy i zamieszkała na ul. Śniegockiej.

### Po II wojnie światowej
W 1947 ukończyła Państwowe Gimnazjum i Liceum im. Stefana Batorego w Warszawie. Studia medyczne rozpoczęła na Wydziale Lekarskim Uniwersytetu Warszawskiego. 22 czerwca 1952 uzyskała na Akademii Medycznej w Warszawie dyplom lekarski. Bezpośrednio po studiach otrzymała wraz z mężem Norbertem, lekarzem i żołnierzem Armii Krajowej, nakaz pracy w Ełku. Uzyskała specjalizację w zakresie pediatrii.
Była asystentką Oddziału Dziecięcego ełckiego Szpitala Powiatowego, lekarką żłobka, poradni pedagogicznej, inspektorką pediatrii, dochodząc do stanowiska ordynatorki Oddziału Noworodków Szpitala Rejonowego w Ełku. Prowadziła intensywne starania: o poprawę warunków sanitarnych, wyposażenie oddziału, szkolenia personelu, szczepienia ochronne dla dzieci, zapewnianie obecności noworodków przy matkach. Dzięki temu prowadzony przez nią oddział był uznawany przez Wojewódzki Ośrodek Matki i Dziecka za wzorcowy i służył szkoleniu zagranicznych lekarzy w ramach programu UNICEF.
Z mężem Norbertem Lisowskim (1927–2006) miała dwóch synów: Gustawa, inżyniera budowy samochodów oraz Pawła, ekonomistę.
Pochowana w grobie rodzinnym na Cmentarzu Powązkowskim w Warszawie.

## Wyróżnienia i upamiętnienia
Wyróżniona Warszawskim Krzyżem Powstańczym (1983), Krzyżem Armii Krajowej, odznaką „Weteran Walk o Wolność i Niepodległość Ojczyzny”, odznaką honorową „Za wzorową pracę w służbie zdrowia”, srebrną odznaką „Zasłużony Białostocczyźnie”, odznaką „Przyjaciel dziecka” oraz nagrodą Ministra Zdrowia. W uznaniu zasług w 2014 otrzymała od Prezydenta Miasta Ełku Białą Lilię w kategorii „Postawa godna naśladowania”.
W 2023 rada gminy Ełk zdecydowała o nadaniu rondu stanowiącemu skrzyżowanie drogi krajowej nr 65 z drogą krajową nr 16 nazwę: „Rondo im. Joanny i Norberta Lisowskich”.